# Река Иордан (созвездие)

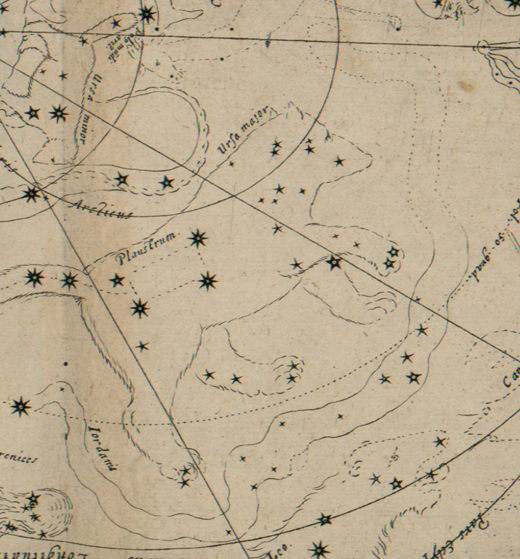

Река́ Иорда́н (лат. Jordanis fluvius) — отменённое созвездие северного полушария неба. Предложено Петром Планцием в издании небесного атласа 1612 года. Созвездие Река Иордан начиналось южнее Большой Медведицы в районе современных  Гончих Псов, текло через Малого Льва и Рысь и заканчивалось в районе созвездия Жираф.
Созвездие было использовано Барчем, опубликовавшим его в своих небесных картах 1642 года. Он ассоциировал его с библейской рекой, омывающей сад Эдема.
Созвездие не нашло признания у астрономов и было забыто.